# جريج تيمرمانز
جريج تيمرمانز (بالفرنسية: Greg Timmermans )‏ (و. 1979 – م) هو ممثل من بلجيكا . ولد في أنتويرب .

## روابط خارجية
- جريج تيمرمانز على موقع IMDb (الإنجليزية)
- جريج تيمرمانز على موقع قاعدة بيانات الفيلم (الإنجليزية)